# Punta Albina

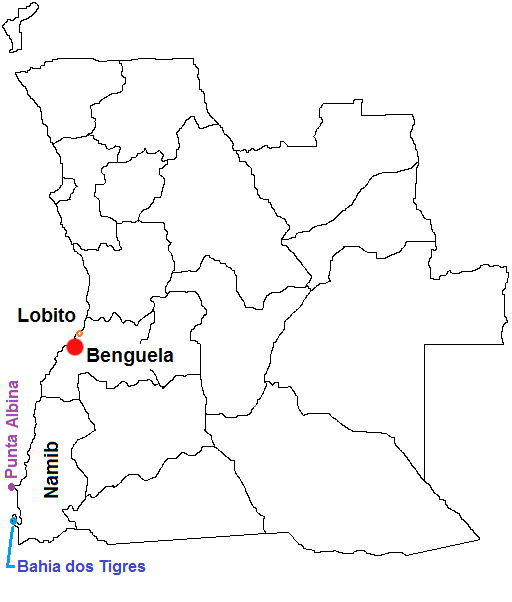
Ciutats i accidents geogràfics dels quals hom parla en aquest article

Punta Albina és un cap a l'oest de l'apèndix continental sobre el qual s'ubica la ciutat de Tombwa (abans Porto Alexandre). Punta Albina pertany a la zona semidesèrtica del sud d'Angola, província de Namibe. L'estimació de l'alçada del terreny per sobre del nivell del mar és de 5 metres.
Hi ha d'altres formes toponímiques que ens podem trobar: Ponta Albina (nom oficial en portuguès) o Albino Point.

## Geografia física de la regió.
Des de Lobito fins a uns quilòmetres al sud de la punta baixa i arenosa de Punta Albina, la costa és generalment sorrenca i recolzada per penya-segats, principalment de gresos i calcàries del terciari i Cretaci, que s'eleven fins a altituds de 120-150 m d'altitud. En alguns llocs, però, com entre Punta das Salinas i Cap de Santa Maria, i darrere de la plana costanera baixa on s'assenta Benguela, aquestes alçades s'eleven fins a 300-450 m d'altitud, a uns 7 a 9 km de la costa.
Al sud de Punta Albina, la costa es fa arenosa i baixa i es recolza en la superfície sorrenca del nord de Namib que, darrere de la Baia dos Tigres, rep un subministrament constant de sorra eòlica des de les platges fins al N de la desembocadura del riu Cunene. Els dipòsits de corrents al llarg d'aquesta costa formen dipòsits de sorra a la Baia dos Tigres, a Tombua (Porto Alexandre) i a Lobito.

### Geografia marina
La major part de la plataforma continental i el talús de la costa angolesa es pot pescar al bou. Algunes zones poden ser de relleu massa aspre, sobretot a través de l'estreta plataforma de Tombua (una mica més al nord de Ponta Albina) a Benguela i a la part de N'Zeto.

### Pesca
Al llarg de les pesqueries angoleses hi ha dos tipus de peixos d'hàbitat pelàgic:
Tipus 1, que consta de:
Espècies de la família dels Clupèids, sardines (Sardinops ocellatus, Sardinella aurita i S. maderensis)
i anxova (Engraulis encrasicolus)
Ilisha (Ilisha africana)
Tipus 2, que consta de:
Espècies de la família Carangidae (Trachurus capensis i T. trecae), Chloroscombrus chrysurus, Selene dorsalis.
Espècies de la família Scombridae (Sarda sarda, Scomberomorus trito, Scomber japonicus, Euthynnus alletteratus), que és la família de la cavalla-verat.
Barracudes (Sphyraena guachancho i S. sphyraena)
Sabre cuafí (Trichiurus lepturus).
La costa de Ponta Albina cap al sud té importància pesquera per la formació d'importants bancs de sardines (sobre tot dues espècies), encara que comparada amb la biomassa total pesquera és molt menor que la costa de Benguela cap al nord. Altres espècies de menor importància a la costa de Ponta Albina són el sorell i les anomenades abans.

### Corrents marins
En la costa angolesa es troben els corrents oceànics de Benguela i d'Angola, de sentits contraris. Això fa que hi hagi fenòmens estacionals de canvis de sentit i de surgències al llarg de la plataforma i el talús. Atès que els peixos sovint ajusten les seves estratègies de reproducció als sistemes de corrents i als cicles de productivitat bàsica, sembla probable que les estacions de reproducció i les zones de les principals espècies angoleses tinguin estacionalitats que coincideixin amb els patrons oceanogràfics observats, producte entre altres factors, dels corrents anomenats.

### Navegació marina
L'any 1939 es va posar en funcionament un far en el cap de Ponta Albina de 39 metres d'alçada. Val a dir que en aquestes latituds, les interaccions entre els corrents atmosfèrics frescs i humits de la mar i els corrents eixuts i calorosos del desert de Kaoko, produeixen immensos bancs de boira que constitueixen un perill per a la navegació en vaixell.

## Biogeografia de la regió
La regió pertany l'ecoregió (definida per WWF) del Kaokoveld, una faixa costanera desèrtica compartida entre els estats de Namíbia i Angola. L'ecoregió es troba rodejada pel nord i pel nord-est per dues ecoregions: Boscos i sabana de l'Escarp d'Angola, Mosaic muntanyenc de boscos i pastures d'Angola. Per l'est, Boscos de la sabana de Namíbia. Pel sud, l'extensió del kaokoveld que abasta tot el desert costaner de Namíbia.